# Acharax prashadi
Acharax prashadi is een tweekleppigensoort uit de familie van de Solemyidae. De wetenschappelijke naam van de soort is voor het eerst geldig gepubliceerd in 1955 door Vokes.